# Krimdeutsche
Krimdeutsche ist die Bezeichnung für eine deutschstämmige Volksgruppe auf der Halbinsel Krim.

## Geschichte
Als 1783 die Krim von Katharina der Großen „für alle Zeiten“ annektiert wurde, floh der Großteil der Krimtataren ins Osmanische Reich. Das Gebiet wurde daraufhin unter dem Fürsten Grigori Potjomkin gezielt mit Griechen, Armeniern, Bulgaren, Balten, Russen und Ukrainern  besiedelt. Der Rest der tatarischen Bevölkerung wurde in die unfruchtbaren Gebiete im Inneren der Krim zurückgedrängt.
Ein Manifest vom 22. Februar 1784, das „alle mit dem Russischen Reich befreundeten Nationen“ einlud, sich in Cherson, Sewastopol und Feodossija anzusiedeln, blieb anscheinend ohne Erfolg. Erst unter Alexander I. begann ab 1804 eine gezielte Ansiedlung von Deutschen, Schweizern und Italienern.
1915 gab es 314 Kolonien auf der Halbinsel. 1926 lebten 43.631 Deutschstämmige auf der Krim, was 6,1 Prozent Gesamtbevölkerung entsprach. 1939 waren von damals 1,1 Millionen Einwohnern etwa 60.000 deutscher Herkunft, knapp 5,5 Prozent der Gesamtbevölkerung.
Am 20. August 1941, kurz nach Beginn des Deutsch-Sowjetischen Krieges, ließ Stalin noch vor Eintreffen der deutschen Wehrmachtsverbände aus Furcht vor einer Kollaboration mit dem Feind (Deutsches Reich) fast 53.000 Volksdeutsche von der Krim „auf ewige Zeiten“ vertreiben. In aller Eile mussten sie das Nötigste zusammenpacken und wurden, zusammengepfercht in Viehwaggons, hauptsächlich nach Kasachstan transportiert. Viele starben schon an den Strapazen der tagelangen Fahrt.
Nach dem Einmarsch der deutschen Truppen im Jahr 1942 lebten auf der Krim nur noch 960 Deutschstämmige, die von September 1943 bis März 1944 zusammen mit deutschstämmigen Siedlern aus den Gebieten Cherson, Nikolajew, Nikopol, Kiew, Charkow, Kriwoj-Rog, Melitopol, Mariupol, Dnepropetrowsk, Kirowograd und Saporoshje als Administrativumsiedler in den Warthegau umgesiedelt wurden.
Nach der Rückeroberung durch die Rote Armee wurden am 18. Mai 1944 weitere 181.000 Tataren deportiert, denen man kollektive Kollaboration mit den Deutschen vorwarf. Ihnen folgten im Juni rund 14.500 Griechen, 12.000 Bulgaren, 11.300 Armenier und am 24. Juni die letzten zehn italienischstämmigen Familien aus Kertsch, die den Razzien vom 28. und 29. Januar und vom 8. bis 10. Februar 1942 entgangen waren (insgesamt rund 2.000 Personen). An die Massendeportation der Volksdeutschen, Tataren, Griechen, Bulgaren und Armenier erinnert das Denkmal „gegen Grausamkeit und Gewalt“ am Bahnhof von Kertsch. Vergessen wurden dabei die zirka 2.000 Italiener, die nach zwei Auswanderungswellen (1820 und 1870) in Kertsch lebten.
Erst im Rahmen der Perestroika in den 1980er-Jahren konnten Krimdeutsche wieder auf die Krim zurückkehren. Nach der russischen Annexion der Krim unterzeichnete Präsident Wladimir Putin im April 2014 einen Erlass, dem zufolge die deportierten Deutschen, Tataren, Armenier, Bulgaren und Griechen „rehabilitiert“ und deren Nachfahren entschädigt werden sollten. Der Bund der Vertriebenen meldete stattdessen neue Repression auf der Krim.
Von den etwa 2,5 Millionen Bewohnern der Krim sind etwa 3000 deutscher Herkunft. Nach den Angaben der Volkszählung von 2001 sprechen 255 Personen Deutsch als Muttersprache. Die deutsche Vereinigung „Wiedergeburt“ stellt seit 1994 einen Abgeordneten im Parlament der Krim.
Juri Gempel, Vorsitzender der Vereinigung Wiedergeburt auf der Krim, gab im Jahr 2016 bekannt, dass 1200 Familien krimdeutscher Abstammung aus dem Ausland Anträge auf Rückwanderung gestellt hätten. 400 davon kämen von Aussiedlern aus Deutschland. Auslöser dafür war der im Jahre 2014 unterzeichnete Erlass des russischen Präsidenten, in dem aufgrund einer Rehabilitierung, d. h. Entstalinisierung, eine Rückkehr der in der Stalinära von der Halbinsel deportierten ethnischen Minderheiten der Armenier, Bulgaren, Griechen, Krimtataren und Russlanddeutschen bewilligt wurde. Den Deportierten und deren Nachkommen wird in der Ortschaft Koltschuhyne (ehemals Kronental) bei Simferopol Land zur Verfügung gestellt; für die Baukosten müssen die Rückwanderer noch selbst aufkommen.
Zuletzt wurde auch der italienischstämmigen Minderheit von der Krim die Rehabilitierung und damit das Recht auf Rückwanderung zugesichert (Stand: 2016).

## Siedlungen

### Mutterkolonien

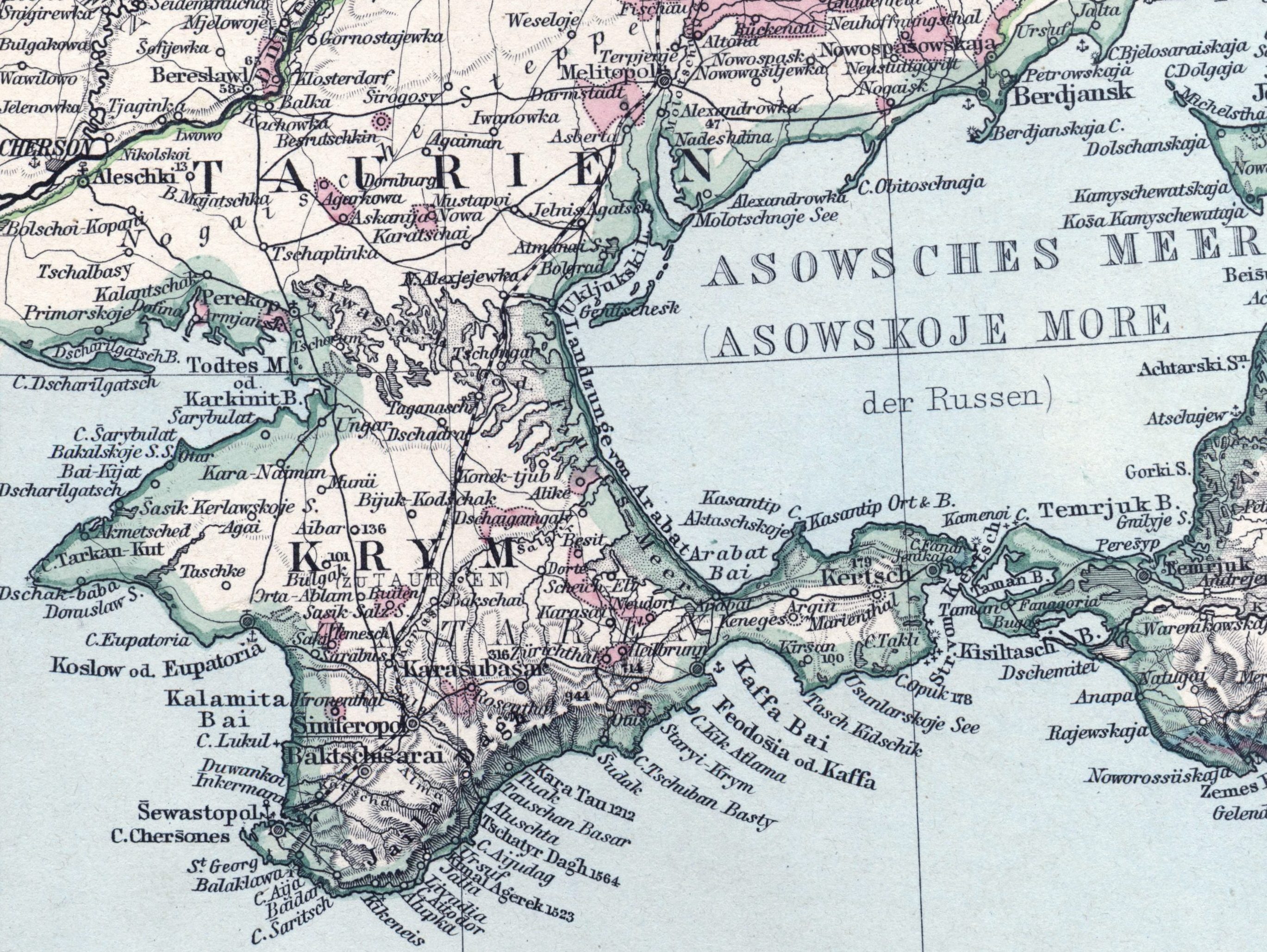
Siedlungsgebiete der Krimdeutschen um 1890

- Friedental (heute Kurortne/Курортне)[8][9]

(gegründet 1805 von 25 Familien aus Württemberg und sieben Familien aus der Schweiz)
- Heilbrunn (heute Prywitne/Привітне)

(gegründet 1805 von 40 Familien aus Württemberg)
- Herzenberg (heute Pionerske/Піонерське)

(gegründet 1804)
- Hoffnungstal (heute Newske/Невське)
- Kronental (heute Koltschuhyne/Кольчугине)

(gegründet 1810 von 57 Familien, von denen fünf aus Württemberg und 52 aus Baden kamen)
- Neusatz (heute Krasnohirske/Красногірське)

(gegründet 1806 von 36 Familien, von den 27 aus Württemberg kamen)
- Rosental (heute Aromatne/Ароматне)

(gegründet 1806 von Familien aus Baden)
- Staryj Krim

(gegründet 1805)
- Sudak

(gegründet 1805 von 16 Familien aus Württemberg)
- Zürichtal (heute Solote Pole)

(gegründet 1805 von 49 Familien aus der Schweiz)

### Tochterkolonien
- (Deutsch-)Akscheich (heute Rosdolne)

(gegründet 1890 von Schwaben aus Berdjansk)
- Deutsch-Alataj (heute Maxymiwka)

(gegründet 1871)
- Mengermen-Deutsch (heute Lochiwka)

(gegründet 1874)
- Neudorf (Teil von Kirowske)

(gegründet 1849)
- Neuhoffnung (heute Illitschewe)

(gegründet 1879)
- Kitai (heute Libknechtiwka)

(gegründet 1885)
- Tschegoltaj (heute Sjeweredne)